# Petyr Boczew
Petyr Angełow Boczew, bułg. Петър Ангелов Бочев (ur. 19 listopada 1920 we wsi Kruszeto w Bułgarii, zm. 5 października 1944 pod Kumanowem) – bułgarski pilot wojskowy (podporucznik) z okresu II wojny światowej.

## Życiorys
Po ukończeniu szkoły wojskowej służył w bułgarskim lotnictwie wojskowym. Przeszedł szkolenie myśliwskie w szkołach lotniczych w Karłowie i Dolnej Mitropolii. Podczas II wojny światowej był jednym z najlepszych bułgarskich pilotów myśliwskich, odnosząc 13 zwycięstw powietrznych. Zestrzelił też 3 nieprzyjacielskie bombowce + 2 wspólnie z innymi pilotami. W 1943 roku Niemcy odznaczyli go Krzyżem Żelaznym 2 klasy. Ponadto został odznaczony dwukrotnie Orderem Waleczności (bułg. За храброст).
5 października 1944 roku podporucznik Boczew wystartował w celu rozpoznania zmotoryzowanej kolumny niemieckiej i pozycji artylerii na drodze Kriwa Pałanka – Kumanowo. Samolot Boczewa został trafiony, pilotowi udało się wylądować, ale wkrótce po tym nastąpiła eksplozja. Pośmiertnie został awansowany na porucznika.